# Droit des peuples à disposer d'eux-mêmes
Ne doit pas être confondu avec l'essai de Lénine Le droit à l’autodétermination.

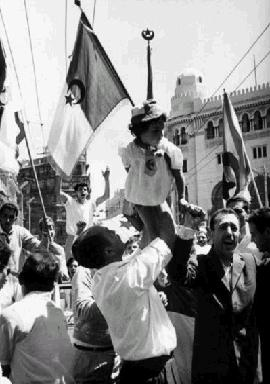
Population algérienne en liesse après la proclamation officielle de l’indépendance (5 juillet 1962).

Le droit des peuples à disposer d'eux-mêmes, ou droit à l’autodétermination, est le principe issu du droit international selon lequel chaque peuple dispose ou devrait disposer du choix libre et souverain de déterminer la forme de son régime politique, indépendamment de toute influence étrangère. L'exercice de ce droit est en général lié à l'existence d'un État spécifique au peuple en question, État dont la pleine souveraineté est souvent envisagée comme la manifestation de la plénitude de ce droit. Il s'agit d'un droit collectif qui ne peut être mis en œuvre qu'au niveau d'un peuple. Proclamé pendant la Première Guerre mondiale, ce principe souffre de la difficulté à définir ce qu'est précisément un peuple : une ethnie ? l'ensemble des locuteurs d'une même langue ? un ensemble de citoyens partageant les mêmes aspirations, les mêmes valeurs ? Aucun texte ne définit clairement la notion de « peuple ».
À l'issue de la Première Guerre mondiale, la Société des Nations (SDN) échoua à faire appliquer équitablement ce droit : s'il bénéficia généreusement aux vainqueurs, les peuples colonisés en furent exclus et ce fut aussi le cas de certains qui furent empêchés d'édifier leur État, les germanophones d'Autriche-Hongrie et d'autres territoires perdus par l'Allemagne qui furent empêchés de s'unir à la république de Weimar, les Irlandais empêchés d'exercer leur souveraineté sur la totalité de leur île.
Le principe a été réaffirmé après la Seconde Guerre mondiale dans la Charte des Nations unies de 1945 qui inclut, parmi « les buts des Nations Unies », celui de « développer entre les nations des relations amicales fondées sur le respect du principe de l’égalité de droits des peuples et de leur droit à disposer d'eux-mêmes » (article 1, alinéa 2). Mais à l'issue de la Seconde Guerre mondiale, l'Organisation des Nations unies échoua encore plus largement à faire appliquer équitablement ce droit car les Conférences interalliées non seulement ne mentionnaient toujours pas les peuples colonisés, mais stipulaient toute une série de mesures ne tenant nul compte des éventuelles préférences des populations, comme l'établissement de la frontière occidentale de l'Union soviétique sur la ligne du pacte germano-soviétique de 1939, le partage de l'Europe en « zones d'influence », le déplacement de la Pologne de 300 km vers l'ouest ou encore la division en deux de l'Allemagne ou de la Corée.
Il en va de même aujourd'hui et la mise en œuvre de ce principe ne va pas sans difficultés car tant les États existants que les partisans des autodéterminations locales peuvent s'opposer des arguments valables. L'indépendance du Kosovo en 2008 et, plus récemment, la déclaration unilatérale d'indépendance de la Catalogne en 2017 ont relancé le débat international sur l'application de ce principe.

## Ambiguïtés de l'entre-deux-guerres

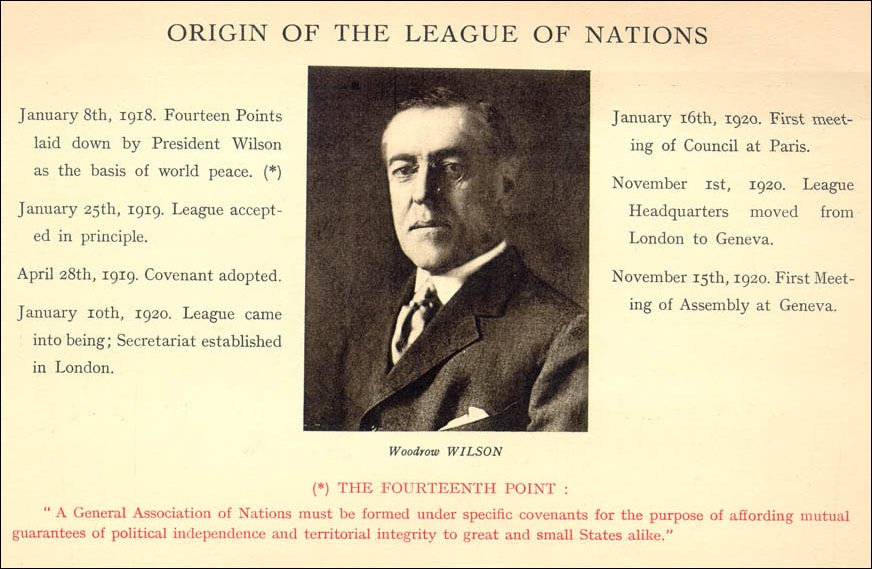
Carte commémorative représentant le président des États-Unis Woodrow Wilson et les « Origines de la Société de Nations ».

L'idée du droit des peuples à disposer d'eux-mêmes découle de la philosophie des Lumières ayant institué une souveraineté populaire notamment dans la philosophie de Jean-Jacques Rousseau et des réactions nationales mettant en cause les empires dès 1806 avec les Discours à la nation allemande de Fichte jusqu'au Printemps des peuples de 1848.
Ce concept connut une première formulation politique par Woodrow Wilson, président des États-Unis (1913-1921), dans ses « quatorze points », à la fin de la Première Guerre mondiale. Bien que la notion ne soit pas explicitement mentionnée dans son célèbre discours, plusieurs points sont clairement sous-tendus par le principe du droit à l'autodétermination. Partiellement utilisés pour la rédaction du traité de Versailles ces quatorze points ne profitèrent concrètement qu'à quelques nations d'Europe centrale : le Sénat des États-Unis refuse de le ratifier, empêchant ainsi les États-Unis d'entrer à la Société des Nations et réduisant ainsi la portée de cette organisation.
Le droit des peuples à l'autodétermination fut défendu par les bolchéviques dès 1903 et fut constamment réaffirmé tout le long de l'existence de l'Union Soviétique, ouvrant même la possibilité de sécession pour leurs républiques. Les détracteurs du communisme dénoncent en revanche l'hypocrisie de ce dogme, qui fut utilisé par Lénine pour abattre le tsarisme, alors qu'une politique de conquête, de gouvernement fantoche et de noyautage par les partis communistes était appliquée à l'est de l'Europe.

### Exclusion du principe par la Société des Nations
L'article 22 du pacte de la Société des Nations reprend le principe d'une « mission sacrée de civilisation ». Le premier paragraphe de l'article postule qu'il existe « des peuples non encore capables de se diriger eux-mêmes dans les conditions particulièrement difficiles du monde moderne. Le bien-être et le développement de ces peuples » (concrètement, leur occidentalisation) « forment une mission sacrée de civilisation ».
Sur cette base est introduit le système du mandat qui permit de soumettre des peuples, communautés et territoires à la tutelle des « nations civilisées » (c'est-à-dire industrielles). Celles-ci doivent se voir confier « la tutelle de ces peuples aux nations développées qui, en raison de leurs ressources, de leur expérience ou de leur position géographique, sont le mieux à même d'assumer cette responsabilité et qui consentent à l'accepter » (article 22-2).
Les partisans d'une autonomie réelle pour les colonies étaient, à l'époque des négociations de Versailles, un groupe très marginal. Le système du mandat est l'aboutissement d'un compromis politique entre les partisans d'une annexion pure et simple des colonies, à l'image de Jan Smuts pour l'Union sud-africaine et les partisans d'une administration internationale.
Les mandats furent attribués à des puissances mandataires, qui assuraient l'administration des territoires. En théorie, cette compétence était exercée au nom et sous le contrôle de la SDN. Les États responsables devaient régulièrement produire des rapports sur leurs actions. Afin d'adapter la tutelle aux réalités locales, différents types de mandats furent introduits par l'article 22-3 du pacte de la SDN (pour le détail sur ces mandats, voir Société des Nations).
À l'exception des mandats de type A, utilisés pour des « communautés » déjà dotées d'une constitution (Syrie, Liban, Palestine, Irak, Transjordanie) et appelées à accéder rapidement à l'indépendance, le système des mandats s'opposait donc radicalement au droit des peuples à disposer d'eux-mêmes, tant en principe qu'en fait, les mandats étant très difficilement révocables. L'idéalisme wilsonien ne visait en aucun cas à mettre en place la décolonisation.
Durant l'été 1941, Winston Churchill et Franklin Delano Roosevelt affirmèrent dans la charte de l'Atlantique que leurs pays « ne désiraient voir aucun changement territorial qui ne soit conforme à la volonté librement exprimée des peuples intéressés » (art. 2), et qu'ils respectaient « le droit de tous les peuples à choisir la forme de gouvernement sous laquelle ils veulent vivre » (art. 3).
Il fallut attendre la fin de la Seconde Guerre mondiale pour que le concept soit introduit dans les règles du droit international et de la diplomatie par les signataires de la charte des Nations unies, en 1945.

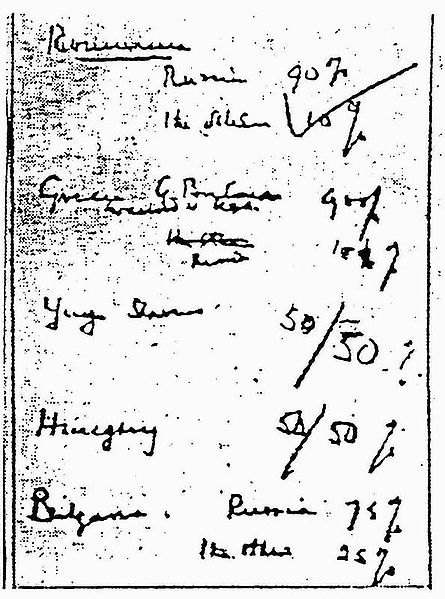
Conservé à la Bildarchiv der Österreichischen Nationalbibliothek de Vienne, l'accord des zones d'influence, contresigné par Winston Churchill et Joseph Staline à Moscou le 9 octobre 1944, soumet des pays même européens à une tutelle de type quasi-colonial même si juridiquement ils restent des sujets de droit international. La Guerre civile grecque et la formation du bloc de l'Est en sont les conséquences directes.

## Soutien à la décolonisation
Malgré la Charte des Nations unies de 1945, qui réaffirme le droit des peuples à disposer d'eux-mêmes et malgré les déclarations d'intention de la communauté internationale, plusieurs pays et peuples sont encore sous la sujétion coloniale au sortir de la Seconde Guerre mondiale. Le mouvement de décolonisation, déjà enclenché avant la guerre (la fondation du Parti du congrès indien date de 1885, tandis qu'en Algérie, l'Étoile nord-africaine a été fondée après la Première Guerre), s'accélère après. En février 1943, le Manifeste du peuple algérien demande l'« abolition de la colonisation » et l'application « pour tous les pays petits et grands du droit des peuples à disposer d'eux-mêmes ». Le processus est parfois pacifique (Commonwealth britannique)[non neutre], parfois violent (guerres de libération nationale), toujours difficile.
Au vu de ce mouvement, l'Assemblée générale de l'ONU vote, le 16 décembre 1952, la résolution 637 (VII) dite du « droit des peuples et des nations à disposer d'eux-mêmes » ; le 14 décembre 1960, la résolution 1514 (XV), dite « déclaration sur l'octroi de l'indépendance aux pays et aux peuples coloniaux ». Bien que dénuée de valeur obligatoire, celle-ci réaffirme le droit à l'autodétermination en refusant tout retard dans l'accession ou l'octroi de l'indépendance, sous quelque prétexte que ce soit. La résolution précisa en particulier que le manque de préparation à l'indépendance ne pouvait jamais être invoquée pour retarder celle-ci.
La résolution 1541 (XV) du 15 décembre 1960, intitulée « Principes qui doivent guider les États membres pour déterminer si l'obligation de communiquer des renseignements, prévue à l'alinéa e de l'article 73 de la Charte, leur est applicable ou non », précise les modalités d'exercice du droit des peuples à disposer d'eux-mêmes. Elle en retient trois :
- indépendance et souveraineté ;
- libre association avec un État indépendant ;
- intégration à un État indépendant.

La résolution 2625 (XXV) du 24 octobre 1970, dite « déclaration relative aux principes du droit international touchant les relations amicales et la coopération entre les États conformément à la Charte des Nations-Unies », ajoute une quatrième modalité d'exercice à celles déjà prévues par la résolution précédente, à savoir : « l'acquisition de tout autre statut politique librement décidé par un peuple ».
Le droit des peuples à disposer d'eux-mêmes fut aussi consacré par l'article premier du Pacte sur les droits civils et politiques du 16 décembre 1966 : « Tous les peuples ont le droit de disposer d'eux-mêmes. En vertu de ce droit, ils déterminent librement leur statut politique et assurent librement leur développement économique, social et culturel ».

## Mise en œuvre complexe

### Des difficultés à solder le passif de la Société des Nations

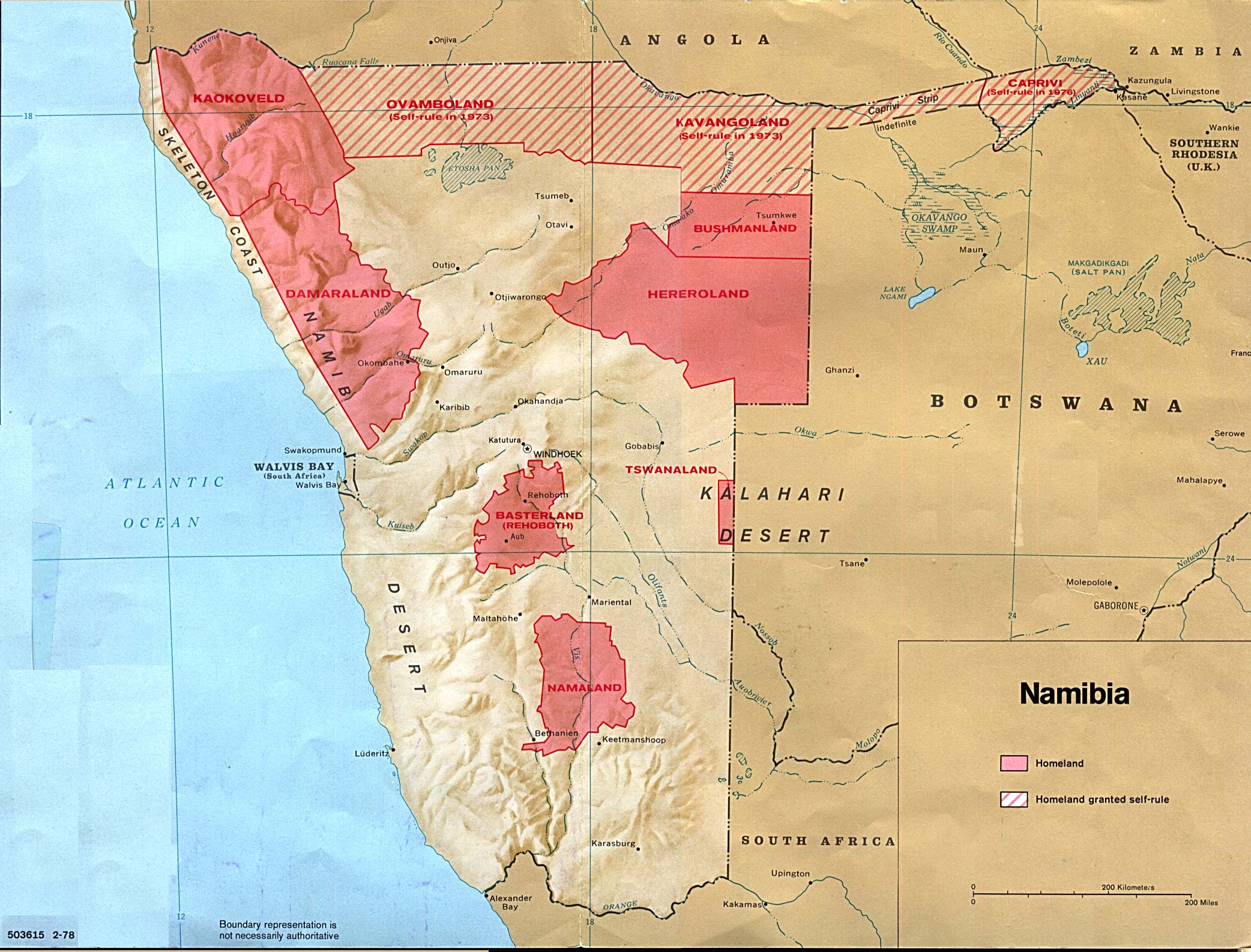
Le Sud-Ouest africain/Namibie en 1978

Le mandat octroyé par la SDN ne saurait être assimilé à un mandat en droit civil. Ainsi, dans le cas de la SDN, seule l'unanimité des membres pouvait aboutir à la révocation d'un mandat, impossible à obtenir en pratique puisque le membre de la société bénéficiant du mandat devait soutenir sa révocation. Cette interprétation a été confirmée par la Cour internationale de justice le 11 avril 1950 dans sa décision relative au « Sud-ouest africain », cas le plus emblématique de la difficulté à solder l'héritage de l'entre-deux-guerres.
Le texte de la charte des Nations unies maintenait d'ailleurs une certaine ambiguïté, ces dispositions traitant souvent des « territoires non-autonomes » et du régime international de la tutelle. À l'origine, il s'agissait d'adapter le système de 1919 afin d'acheminer les territoires concernés vers l'indépendance. Le maintien d'une tutelle n'était plus justifiée que dans une perspective d'accès à l'autodétermination.
Le maintien du système des mandats ne devait être que provisoire (article 80 de la charte). Cependant, le refus sud-africain de renoncer à son mandat sur le territoire de l'actuelle Namibie, pour le transformer en tutelle, aboutit à la coexistence de deux systèmes. Cette situation imprévue ne prit fin qu'en 1970, le Conseil de sécurité des Nations unies ayant déclaré illégale la présence de l'Afrique du Sud en Namibie, position confirmée par le 21 juin 1971 par un avis consultatif de la Cour internationale de justice.
Finalement, bien que la décolonisation ait été inscrite dès l'origine et en filigrane dans la charte des Nations unies, ce texte ne permet pas une mise en œuvre aisée du principe du droit des peuples à disposer d'eux-mêmes. Cela est illustré par le statut du peuple palestinien, qui n'en finit pas d'être remis en question au gré des alliances et des intérêts économiques et politiques de nombreuses nations, malgré les résolutions 181 - 3210 - 3237 des Nations Unies qu'Israël a toujours refusé d'appliquer.

### Les difficultés inhérentes au principe

Éclatement de la Yougoslavie et processus de balkanisation

Le droit des peuples à disposer d'eux-mêmes ne va pas sans un certain nombre de difficultés politiques et juridiques. Toutes découlent de l'imprécision du terme « peuple ».
La première d'entre elles est le risque de « balkanisation » du monde que le principe contient en germe. Dès lors que la liste des peuples pouvant être amenés à mettre en œuvre ce droit reste ouverte, la possibilité d'une fragmentation politique croissante ne peut être écartée. Or, la représentation politique est la seule qui puisse poser des limites, canaliser la puissance économique. Face à ce risque, un glissement s'est peu à peu opéré dans la définition du droit à l'autodétermination, glissement très sensible dans les résolutions de l'Assemblée générale des Nations unies : au lieu de s'interroger, sans perspective de réponse indiscutable, sur le sens du mot « peuple », il a été préféré une approche de la question centrée sur la notion de « droit à ». Dès lors, la question devient : « quel peuple a droit à l'autodétermination ? ». La réponse est alors : les peuples colonisés. Le problème est donc juridiquement déplacé vers celui de la décolonisation.
D'un point de vue juridique, plusieurs principes encadrent la mise en œuvre du droit des peuples à disposer d'eux-mêmes.
Le premier est l’Uti possidetis (principe de l'intégrité territoriale et de l'intangibilité des frontières), depuis longtemps consacré par le droit international. La résolution 1514 (XV), adoptée le 14 décembre 1960 par l'Assemblée générale de l'ONU, admet cette limite et lui consacre le paragraphe 6 qui dispose clairement que « toute tentative visant à détruire partiellement ou totalement l'unité nationale et l'intégrité territoriale d'un pays est incompatible avec les buts et les principes des Nations Unies ». La résolution 2625 (XXV) relative aux principes du droit international touchant aux relations amicales et à la coopération entre les États conformément à la Charte des Nations unies, adoptée par l'Assemblée générale de l'ONU le 24 octobre 1970, a réitéré la condamnation de la sécession en précisant que le droit des peuples à disposer d'eux-mêmes ne peut être interprété « comme autorisant ou encourageant une action, quelle qu'elle soit, qui démembrerait ou menacerait, totalement ou partiellement l'intégrité territoriale ou l'unité politique de tout État souverain et indépendant ».
Toutefois, à partir de 1990, les résolutions 1514 et 2625 firent l'objet de nombreuses transgressions avec la reconnaissance internationale de l'indépendance de l'Érythrée et du démembrement de la Yougoslavie ou de l'URSS.
Le second est le principe de non-ingérence, défini dans le chapitre I, article 2.7 de la Charte des Nations unies : « Aucune disposition de la présente charte n'autorise les Nations unies à intervenir dans les affaires qui relèvent essentiellement de la compétence nationale d'un État. » Seules deux exceptions contournent cette règle de droit. Dans le cas de menace contre la paix ou de non-respect des droits de l'homme, le droit international autorise de façon partielle et contrôlée l'intervention internationale dans les affaires d'un État souverain (« ingérence humanitaire »). L'aide extérieure est donc en principe exclue pour un peuple tentant d'accéder à l'indépendance.

### Nations et minorités nationales
Outre le fait que le concept d'autodétermination s'oppose à celui d'intégrité territoriale, il y a conflit entre les différentes interprétations du mot « peuple » :
- les États défendant l'intégrité de leur territoire considèrent généralement l'ensemble de leurs citoyens comme un peuple unique (au sens de « nation », se référant au « droit du sol ») ;
- les mouvements séparatistes de certaines minorités nationales considèrent les communautés (linguistiques, religieuses ou autres) qu'ils affirment représenter comme des peuples à part entière et revendiquent leur droit à l'autodétermination.

Le débat suscité par la reconnaissance de l'indépendance du Kosovo à partir de 2008 et le refus de certains États membres de l'Union européenne de suivre les États-Unis, la France et l'Allemagne dans cette reconnaissance révèle la vigueur des controverses que suscite encore le droit à l'autodétermination (voir Kosovo).

#### Cas du Tibet
Pour Lakhan Lal Mehrotra, les Tibétains constituent un peuple en droit de bénéficier de l’autodétermination selon le droit international. C'est en reconnaissance de ce fait que furent adoptées les Résolutions de 1959, 1960 et 1965 qui reconnaissent le statut des Tibétains en tant que peuple et se réfère à leur droit à l’autodétermination.
Le Tribunal permanent des Peuples, réuni à Strasbourg en novembre 1992 pour examiner les témoignages et arguments, a affirmé que les Tibétains réunissaient les conditions généralement acceptées pour constituer un « peuple » ayant droit à l'autodétermination et qu’ils « sont donc fondés à exercer leur droit à l'autodétermination ». Le Tribunal concluait que « la présence de l'administration chinoise sur le territoire tibétain doit être considérée comme une domination étrangère du peuple tibétain ». Finalement, dans son verdict, le tribunal a décidé que « Le peuple tibétain a depuis 1950 été continuellement privé de son droit à l'autodétermination ».
Des associations comme Tibet Initiative Deutschland, Free Tibet Campaign, Campagne internationale pour le Tibet et Centre pour la justice au Tibet s'engagent en faveur de ce droit.
Pour les autorités chinoises, les Tibétains sont tout aussi bien une « nation » mais qui est censée avoir déjà exercé son droit à l'autodétermination dans les années 1949-1952 en se libérant du « joug féodal esclavagiste des propriétaires terriens et des lamasseries » et en optant pour devenir une Région autonome de la république populaire de Chine, État multiethnique aux termes de la section 6 du chapitre 3 (articles 111-112) de sa Constitution, détaillée dans la Loi sur l’Autonomie ethnique régionale.

## En France
En 2010, la France n'a pas ratifié la Convention 169 de l'Organisation internationale du travail relative aux peuples indigènes et tribaux de l’Organisation internationale du travail, seul instrument juridique international contraignant relatif aux peuples indigènes et tribaux, qui reconnaît notamment leurs droits collectifs à la terre et leur droit à l’autodétermination. Dans un rapport publié le 27 août 2010, les Nations unies appellent le gouvernement français à ratifier cette convention.
Le cas français illustre également parfaitement la réticence des États-nations à reconnaître le statut de « peuple » à des minorités régionales et l'ambiguïté de la notion. Ainsi, par la décision no 91-290 DC du 9 mai 1991, le Conseil constitutionnel, après avoir démontré que le concept juridique de « peuple français » avait valeur constitutionnelle, et rappelé que la France, ainsi que le proclame l'article 1 de la Constitution de 1958, est une république indivisible, laïque, démocratique et sociale qui assure l'égalité devant la loi de tous les citoyens quelle que soit leur origine, a jugé que la mention faite par le législateur du « peuple corse, composante du peuple français » était contraire à la Constitution, laquelle ne reconnaît que le peuple français, composé de tous les citoyens français sans distinction d'origine, de race ou de religion.
Concernant l'outre-mer, il y a contradiction dans le bloc de constitutionnalité. Alors que le Préambule de 1946 parle des « peuples d'outre-mer » (alinéa 16) ; - qu'il est question de plusieurs peuples dans le Préambule de 1958 (« En vertu de ces principes et de celui de la libre détermination des peuples, la République offre aux territoires d'outre-mer [...] ») ; - que « la Constitution de 1958 distingue le peuple français des peuples d'outre-mer auxquels est reconnu le droit à la libre détermination » (décision 91-290 DC du 9 mai 1991, 12e considérant), l'article 72-3 de la Constitution (disposition ajoutée par la loi constitutionnelle du 28 mars 2003) dispose « La République reconnaît, au sein du peuple français, les populations d'outre-mer ».

## Exemples d'application
- Plébiscite du 18 août 1791 rattachant le Comtat Venaissin à la France, et qui fut signé à Bédarrides (Vaucluse). Celui-ci serait considéré comme l'un des premiers "droit des peuples à disposer d'eux-mêmes".
- Nouveaux États et nouvelles frontières en Europe centrale en 1918-1920 ;
- Plébiscite en 1920 rattachant le nord du Schleswig au Danemark ;
- Plébiscite du 14 décembre 1922 dans la ville de Sopron en Hongrie et ses environs. La population locale a voté pour le maintien en Hongrie (et non le rattachement à l'Autriche). La population de cette ville est la seule de l'ancien royaume de Hongrie à avoir eu le droit de choisir la souveraineté sous laquelle elle souhaitait vivre après la Première guerre mondiale bien que le découpage des frontières de ce royaume ait été effectué en vertu du « droit des peuples » ;
- Plébiscite de 1935 et référendum de 1957 concernant le rattachement de la Sarre à l'Allemagne ;
- Indépendance d'Israël en 1948[17] ;
- Décolonisation ;
- Réunifications du Viêt Nam en 1975, de l'Allemagne et du Yémen en 1990 ;
- Indépendance de l'Érythrée en 1993 ;
- Indépendance des 6 républiques fédérées yougoslaves et des 15 républiques fédérées de l'URSS de 1991 à 2006, puis des régions autonomes géorgiennes d'Abkhazie et d'Ossétie du sud (en 1992, reconnues en 2008 par une partie de la communauté internationale) et ex-serbe du Kosovo (en 2008, reconnue par une partie de la communauté internationale) ;
- Indépendance du Soudan du Sud votée le 9 janvier 2011 et effective le 9 juillet 2011.